# Chicago Cultural Center

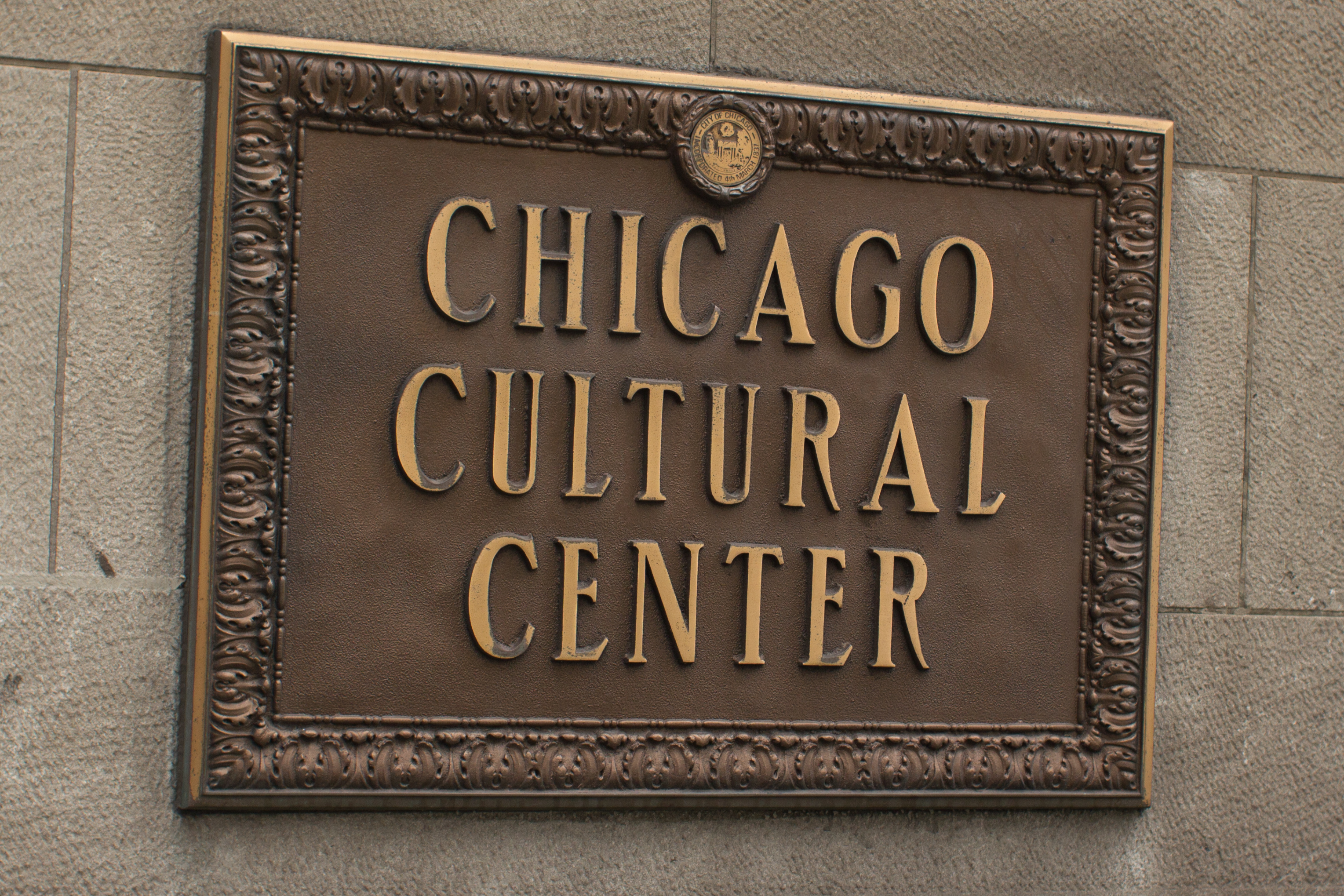
Cartel del Chicago Cultural Center.

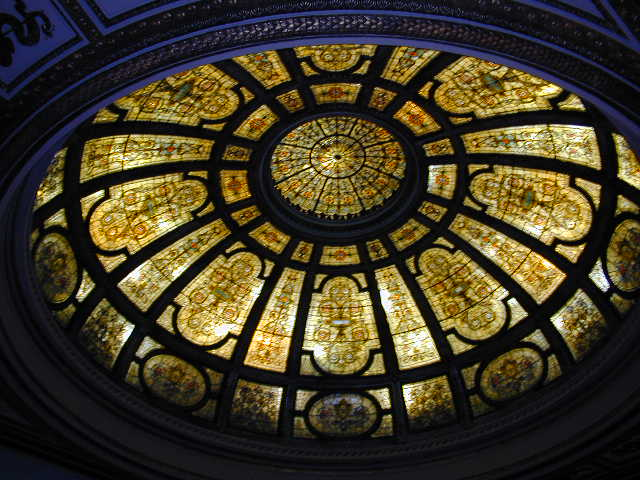
La cúpula de vidrieras de Healy and Millet en la rotonda del Grand Army of the Republic en el Chicago Cultural Center.

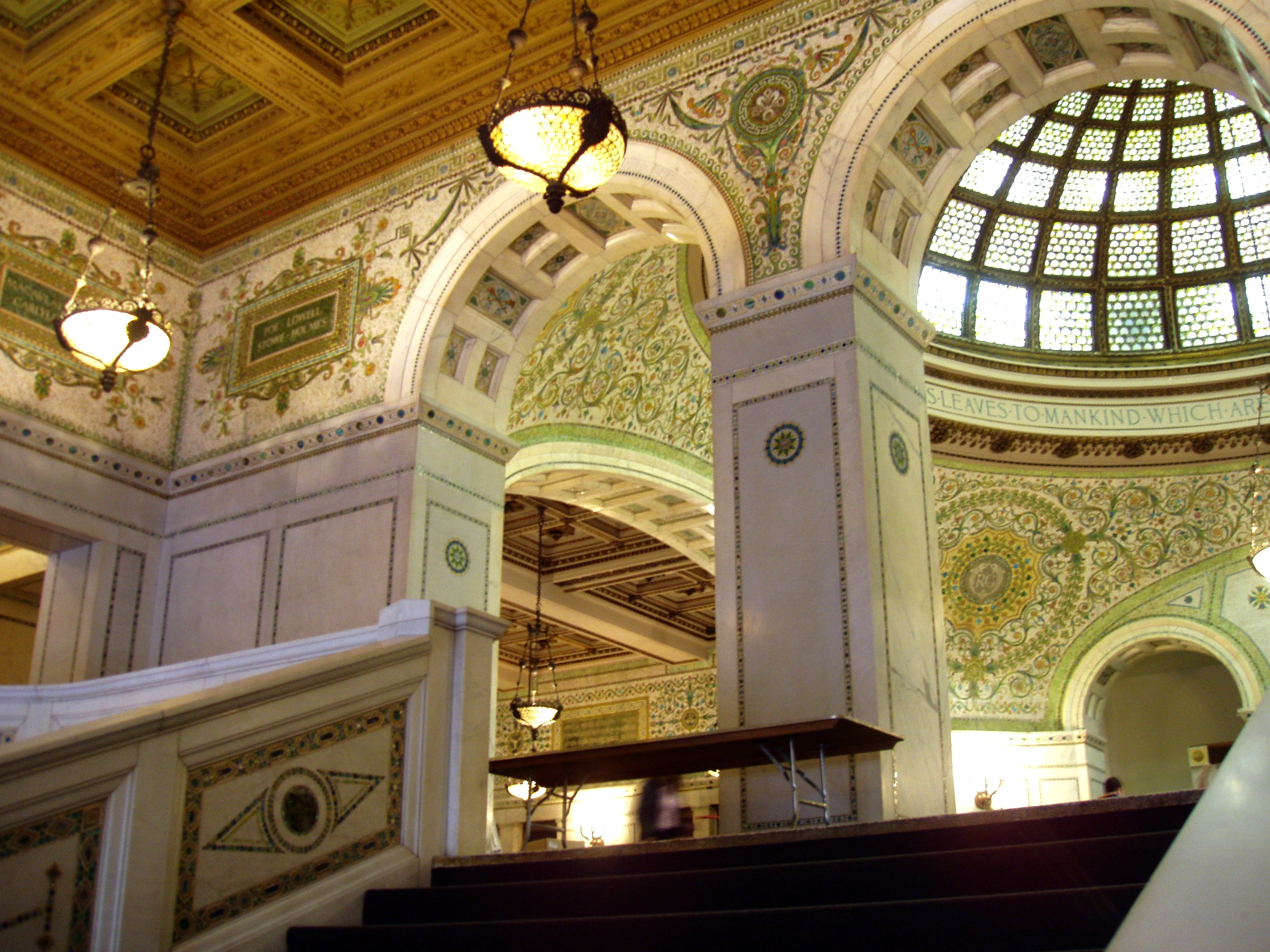
La Gran Escalera y el Preston Bradley Hall, con vistas de la cúpula de Tiffany.

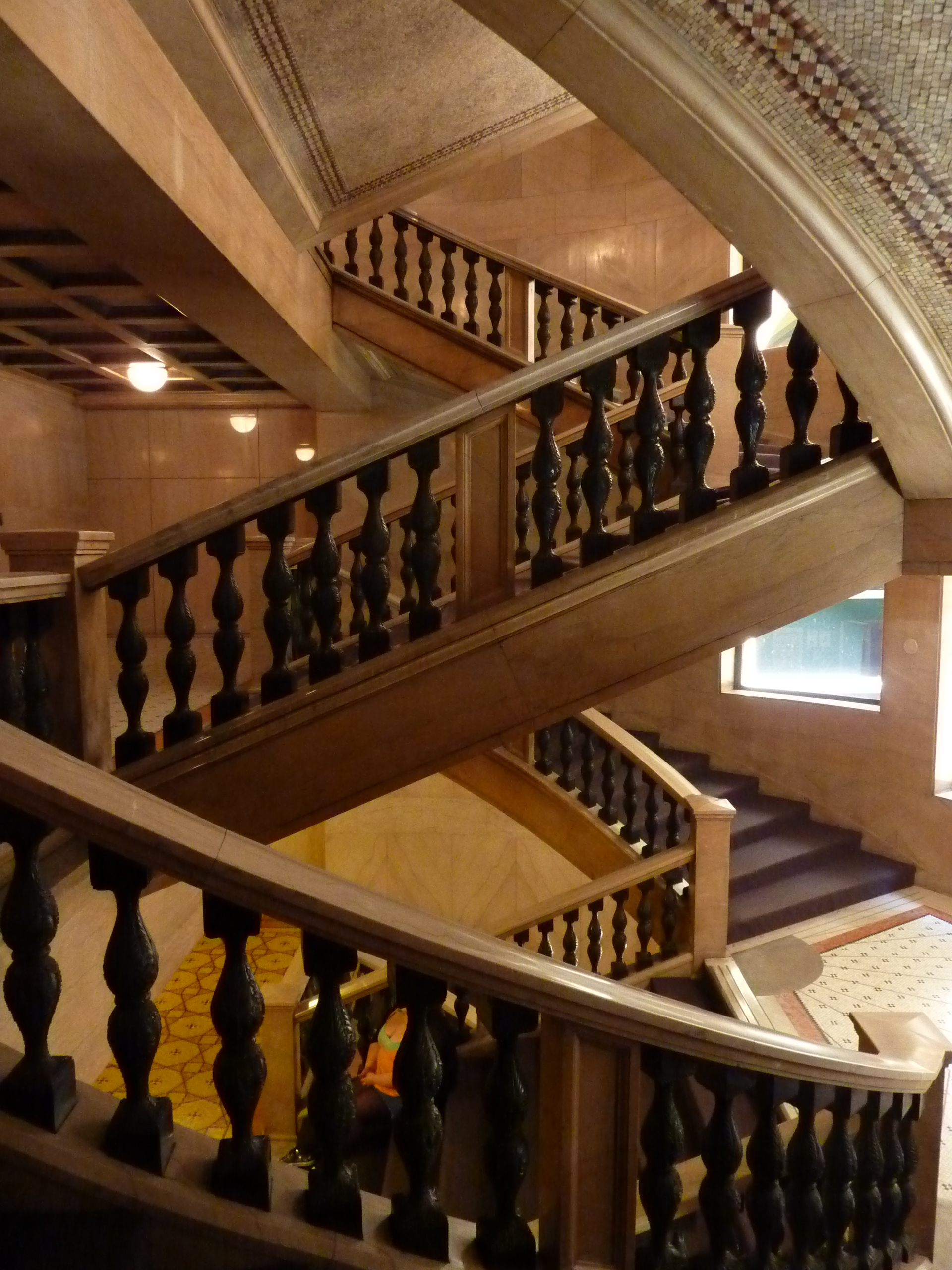
Escaleras en el lado norte del edificio.

El Chicago Cultural Center, inaugurado en 1897, es un edificio declarado Chicago Landmark que contiene el lugar de recepción oficial de la ciudad, donde el alcalde de Chicago ha recibido a presidentes, reyes, diplomáticos y líderes comunitarios. Está situado en el Loop, al otro lado de la Avenida Míchigan desde el Millennium Park. Originalmente era la Biblioteca Central de la ciudad, pero en 1977 se convirtió a un centro artístico y cultural por iniciativa del Comisario de Asuntos Culturales Lois Weisberg. La Biblioteca Central está situada actualmente al otro lado del Loop, en el espacioso edificio postmodernista Harold Washington Library Center, que abrió en 1991.
Debido a que fue el primer centro cultural municipal de los Estados Unidos, el Chicago Cultural Center es una de las atracciones más populares de la ciudad y se considera una de las colecciones de arte más completas del país. Cada año, el Chicago Cultural Center presenta más de mil programas y exposiciones sobre una amplia gama de las artes escénicas, visuales y literarias. También sirve como sede del Coro de Niños de Chicago.

## Arquitectura
El edificio fue diseñado por la firma arquitectónica de Boston Shepley, Rutan and Coolidge para ser la biblioteca central de la ciudad, y la sala de reuniones y memorial del Grand Army of the Republic (GAR) en 1892. El terreno fue donado por el GAR y el edificio se completó en 1897 con un coste de casi 2 millones de dólares. Está organizado en un ala norte de cuatro plantas (entrada por el 77 de  East Randolph) y un ala sur de cinco plantas (entrada por el 78 de East Washington) de 32 metros de altura, con muros de mampostería de un metro de espesor cubiertos con caliza azul de Bedford sobre una base de granito, y diseñado en estilo neoclásico con algunos elementos del Renacimiento italiano. Está coronado con dos cúpulas de vidrieras, colocadas simétricamente sobre las dos alas. Los elementos de mayor interés arquitectónico son los siguientes:
- Entrada y escalera de la calle Randolph. La entrada tiene columnas dóricas, puertas de caoba, y un vestíbulo de entrada con casetones y paredes de mármol verde de Vermont. La escalera curva está cubierta con mármol rosa de Knoxville, y tiene mosaicos y decoradas barandillas de bronce.
- Entrada, vestíbulo y gran escalera de la calle Washington. Tiene un portal con arco, puertas con marcos de bronce, y un vestíbulo abovedado de tres plantas con paredes de mármol blanco de Carrara y mosaicos. La escalera también es de mármol blanco de Carrara, con medallones de mármol verde de Connemara, Irlanda, y complejos mosaicos de cristal de Favrile, piedra y nácar. La escalera a la quinta planta se inspiró en el Puente de los Suspiros de Venecia.
- El Memorial del Grand Army of the Republic. Un gran vestíbulo y rotonda en el ala norte. El vestíbulo está cubierto con mármol verde oscuro de Vermont, interrumpido por una serie de arcos con ventanas y puertas de caoba. La rotonda tiene paredes de 9 m de mármol rosa de Knoxville, mosaicos en el suelo, y una valiosa cúpula de vidrieras de estilo renacentista de la firma de Healy and Millet.
- Galería Sidney R. Yates. Réplica de un salón de actos situado en el Palacio Ducal de Venecia, con pilastras muy ornamentadas y techo con casetones.
- Preston Bradley Hall. Una habitación grande y decorada con patrones de mármol blanco curvo de Carrara, coronada con una austera cúpula de cristal de 12 m de diámetro de Tiffany diseñada por el artista J. A. Holtzer. El Cultural Center afirma que es la cúpula de Tiffany más grande del mundo.

## Algunas exposiciones
Crossroads: Modernism in Ukraine, 1910-1930 fue una muestra de arte de artistas ucranianos, como Sukher Ber Rybak, Vsevolod Maskymovych, y Oleksandr Bohomazov. Crossroads fue organizada por la Fundación Internacional del Arte y la Educación, junto con el Museo Nacional de Arte de Ucrania.  Presentada por el Departamento de Asuntos Culturales de Chicago y el Comité de Kiev del Programa Internacional de Ciudades Hermanadas de Chicago. Esta exposición duró desde el 22 de julio de 2006 hasta el 15 de octubre de 2006.